# Mental Masters
Mental Masters es un concurso de televisión español presentado por Carlos Sobera y producido por Warner Bros. ITVP España para su emisión en Telecinco desde el 25 de marzo de 2024.

## Mecánica
En cada entrega seis concursantes famosos son retados a acertar el mayor número de respuestas de una batería de preguntas que ponen a prueba su memoria, conocimiento, orientación y orden mientras ADDA, un espectacular brazo robótico con voz propia, les lleva en una cápsula que se mueve en el aire a gran velocidad, girando rápidamente e incluso poniéndolos boca abajo en vertiginosos desplazamientos por el plató, recibiendo a la vez diversos estímulos visuales y sonoros.
El participante que logre superar la desorientación y acertar el mayor número de preguntas en el tiempo estipulado pasa a la ronda final del concurso, en la que tratará de conseguir un premio de hasta 20.000€ para donarlos a fines solidarios.

## Equipo

### Presentador
| Presentador   | Información               | Logo de Telecinco |
| Presentador   | Información               | 2024              |
| ------------- | ------------------------- | ----------------- |
| Carlos Sobera | Presentador de televisión |                   |

## Temporadas y audiencias
| Temporada | Temporada | Emisiones | Estreno             | Final               | Audiencia media | Audiencia media | Audiencia media |
| Temporada | Temporada | Emisiones | Estreno             | Final               | Espectadores    | Share           |                 |
| --------- | --------- | --------- | ------------------- | ------------------- | --------------- | --------------- | --------------- |
|           | 1         | 6         | 25 de marzo de 2024 | 29 de abril de 2024 | 836 000         | 8,5%            |                 |

### Temporada 1 (2024)
| N.º Temp. | Concursantes | Fecha de emisión | Audiencia         |
| --------- | --- | ---------------- | ----------------- |
| 1         | Eduardo Casanova, Kira Miró, Leticia Dolera, Paco Tous, Rosa López y Santiago Segura                             | 25/03/2024       | 1 145 000 (11,5%) |
| 2         | Alex de la Croix, Blanca Romero, Iñaki Urrutia, Lorena Castell, Luján Argüelles y Santi Acosta                   | 01/04/2024       | 896 000 (8,4%)    |
| 3         | Paz Padilla, Luis Merlo, Leo Harlem, Cósima Ramírez, Laura Sánchez López y Pepón Nieto                           | 08/04/2024       | 847 000 (8,2%)    |
| 4         | Bibiana Fernández, Carlos Baute, Goyo Jiménez, Matías Prats Chacón, Nerea Garmendia y Samantha Hudson            | 15/04/2024       | 780 000 (7,7%)    |
| 5         | Ana Peleteiro, Eduardo Navarrete, El Sevilla, Manuel Díaz González «El Cordobés», Poty Castillo y Samanta Villar | 22/04/2024       | 756 000 (8,4%)    |
| 6         | Mónica Cruz, Michelle Calvó, Boris Izaguirre, Iván Sánchez, Henar Álvarez y Grison                               | 29/04/2024       | 589 000 (6,6%)    |

     Líder de su franja de emisión.
- En negrita el concursante ganador de la noche.